# Jack the Ripper: The Final Solution
Jack the Ripper: The Final Solution (en español, Jack el Destripador: la solución final) es un libro escrito por el británico Stephen Knight y publicado por vez primera en 1976, notable por proponer una solución a cinco homicidios acontecidos en el Londres de la época victoriana, que fueron atribuidos a un asesino en serie no identificado, conocido como Jack el Destripador.
En su intento por resolver el misterio, Knight presentó una complicada teoría de conspiración que implicaba a la familia real británica, la francmasonería y al pintor Walter Sickert. En su obra concluyó que las víctimas habían sido asesinadas para encubrir un matrimonio secreto entre el heredero al trono, el príncipe Alberto Víctor, duque de Clarence y Avondale y Annie Elizabeth Crook, una muchacha católica de clase obrera. Hay muchos hechos que contradicen la teoría de Knight y su fuente principal, Joseph Gorman (también conocido como Joseph Sickert), se retractó más tarde y admitió ante la prensa que todo había sido un engaño. La mayoría de los expertos desestimaron la teoría, calificándola como una fantasía, por lo que las conclusiones del libro están ampliamente desacreditadas.
A pesar de la controversia en torno a su veracidad, el libro fue popular y comercialmente exitoso, llegando a publicarse veinte ediciones de él. Fue la base para la película Murder by Decree y la novela gráfica From Hell, así como el eje de otras dramatizaciones; también ha influenciado a varios escritores de novelas policíacas, tales como Patricia Cornwell y Anne Perry.

## Orígenes
Entre agosto y noviembre de 1888, al menos cinco homicidios extraordinariamente brutales fueron cometidos en el distrito de Whitechapel, en Londres. Las cinco víctimas fueron Mary Ann Nichols, Annie Chapman, Elizabeth Stride, Catherine Eddowes y Mary Jane Kelly. El cuerpo de la primera fue descubierto la madrugada del 31 de agosto en Buck's Row, Whitechapel. El cadáver de Chapman, la segunda víctima, fue localizado el 8 de septiembre en Spitalfields. Stride y Eddowes fueron asesinadas el 30 de septiembre; se encontró el cuerpo de la primera cerca de la calle Berner, en Whitechapel; mientras que los restos de Eddowes fueron localizados en Mitre Square, en la City; más tarde estos dos casos fueron conocidos como el «doble acontecimiento». Finalmente, el cuerpo de Kelly se encontró el 9 de noviembre en la cama de su habitación, en la calle Dorset de Spitalfields. Aunque era un área empobrecida y comúnmente violenta, los crímenes podían vincularse a un mismo asesino debido al distintivo modus operandi: todos ocurrieron a pocas calles de distancia, tarde por la noche o muy temprano por la mañana y las víctimas eran mujeres cuyas gargantas fueron cortadas. En cuatro de los casos los cuerpos fueron mutilados o incluso eviscerados.
La extracción de los órganos internos en tres de las víctimas condujo a las propuestas contemporáneas de que «se evidenciaba un considerable conocimiento anatómico por parte del asesino, el cual parecería indicar que su ocupación era la de carnicero o cirujano». Sin embargo, otras hipótesis se oponían totalmente a esta idea. Los medios de comunicación y la policía recibieron muchas cartas supuestamente escritas por el asesino, quien pasó a ser conocido como Jack el Destripador, después de que una las misivas fuera firmada con dicho mote. La mayor parte de las confesiones enviadas por anónimos fueron desestimadas por la policía al ser consideradas como bromas, pero una, conocida como From Hell letter (Carta desde el infierno) debido a una frase usada por el escritor, fue tratada con más seriedad, ya que al ser recibida por la policía iba acompañada de una pequeña caja que contenía la mitad de un riñón humano preservado. No quedó claro si el riñón realmente provenía de una de las víctimas o si era un espécimen médico enviado como parte de una broma macabra.
A pesar de que la policía realizó una extensa investigación, el asesino nunca fue atrapado y su identidad sigue siendo un misterio. Tanto en aquel tiempo, como posteriormente, muchos investigadores aficionados y profesionales han propuesto soluciones, pero ninguna teoría ha sido aceptada por completo.

### Las afirmaciones de Thomas Stowell

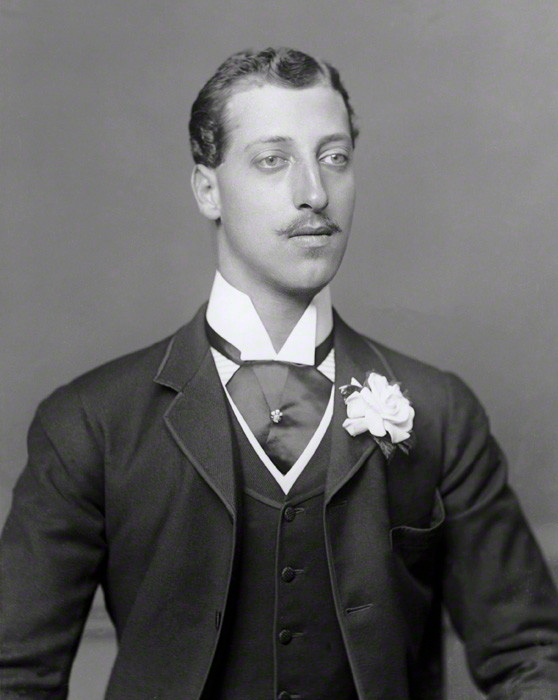
Príncipe Alberto Víctor, duque de Clarence y Avondale, c. 1888

En 1970, el cirujano británico Thomas E. A. Stowell publicó un artículo titulado «Jack the Ripper - A Solution?» («Jack el Destripador - ¿Una solución?») en el ejemplar de noviembre de la revista The Criminologist, una publicación inglesa dedicada al trabajo policial y la medicina forense. En él propuso que el Destripador era un aristócrata que había contraído sífilis durante una visita a las Antillas, situación que lo había conducido a la locura y bajo ese estado mental había perpetrado los cinco asesinatos canónicos atribuidos a Jack el Destripador. Aunque nunca nombró directamente a su sospechoso en el artículo, sí describió detalladamente a la familia, su aspecto físico y apodos; todo esto indicó que se trataba del nieto de la reina Victoria, el príncipe Alberto Víctor, duque de Clarence y Avondale. También escribió que tras el doble asesinato cometido el 30 de septiembre de 1888, su sospechoso fue confinado por su propia familia en una institución en el sur de Inglaterra, pero más tarde escapó para cometer un último asesinato el 9 de noviembre, antes de morir finalmente de sífilis. Para sostener su teoría comparó la evisceración de las mujeres y el destripamiento de ciervos muertos a tiros durante las expediciones de caza realizadas por la aristocracia. Además afirmaba que su información provenía de los apuntes privados de Sir William Gull, un prestigioso médico que había tratado a los miembros de la familia real. Stowell conocía al yerno de Gull, Theodore Dyke Acland, e incluso actuaba como albacea de sus propiedades.

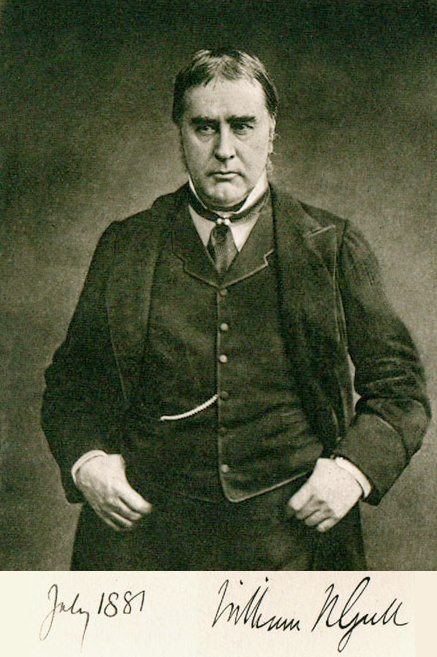
Sir William Gull fue un prestigioso médico que se retiró por problemas de salud en 1887

El artículo de Stowell atrajo una intensa atención, y colocó a Alberto Víctor como uno de los sospechosos más sobresalientes, aunque pronto se comprobó su inocencia. Entre otras cosas, Gull murió antes que el príncipe, por lo que no podía haber sabido de la muerte de este. Los tres médicos que asistieron a Alberto Víctor en el momento de su muerte en 1892 coincidieron en que había muerto de neumonía y después de verificar la escala de progresión en el tiempo de la enfermedad sifilítica, es sumamente improbable que tuviera sífilis. Los primeros síntomas de locura que provienen de esta enfermedad tienden a ocurrir aproximadamente quince años después de la primera exposición. Aunque esta escala de progresión nunca es absoluta, para que Alberto Víctor hubiera sufrido de locura sifilítica en 1888 probablemente tendría que haber sido infectado a la edad de nueve años, aproximadamente en 1873, seis años antes de que visitara las Antillas. Stowell aseguró que su sospechoso había sido recluido en una clínica psiquiátrica, al tiempo que el príncipe servía en el ejército británico, hacía apariciones regulares en público y visitaba amigos en sus casas de campo. Varios reportes de periódico, así como el diario de la reina Victoria, cartas de la familia y documentos oficiales, demuestran que Alberto Víctor asistía a actos públicos o encuentros con la realeza extranjera, a cientos de millas de Londres, al momento de cada uno de los cinco asesinatos.
El 5 de noviembre de 1970, Stowell escribió al periódico The Times para negar que fuera su intención insinuar que el príncipe era Jack el Destripador. La carta fue publicada el 9 de noviembre; al día siguiente, el anciano escritor murió de causas naturales. Esa misma semana, su hijo divulgó que había quemado los papeles de su padre y dijo: «leí solamente lo suficiente como para estar seguro de que no había nada de importancia en esos documentos».

### Las afirmaciones de Joseph Gorman
Aunque la hipótesis de Stowell fuera claramente incorrecta, su artículo volvió a encender el interés en el caso de Jack el Destripador. En 1973, la BBC lanzó una serie de televisión, Jack the Ripper, en la que se investigaban los asesinatos de Whitechapel. La serie era un híbrido entre documental y drama: si bien resultaba destacable la presentación de pruebas verdaderas, el programa era conducido por un par de detectives ficticios, Barlow y Watt, representados por Stratford Johns y Frank Windsor respectivamente. La serie se convirtió en un libro, The Ripper File, escrito por Elwyn Jones y John Lloyd en 1975. El sexto y último capítulo incluyó el testimonio de Joseph Gorman —quien dijo llamarse Joseph Sickert— y reclamó ser el hijo ilegítimo del reconocido pintor Walter Sickert; aseguró que Sickert le había contado una historia que implicaba no solo a la familia real, sino también a otras famosas personas en los controvertidos crímenes. Según él, los homicidios fueron físicamente ejecutados por Sir Wiliam Gull, el médico personal de la reina Victoria, con la ayuda de cómplices. Stowell había mencionado rumores que implicaban a Gull en su artículo, pero los había desestimado por injustos y falsos.
Gorman afirmó también que su abuela, una mujer católica, se había casado en secreto con Alberto Víctor, y que su madre, como hija legítima del príncipe, era la auténtica heredera al trono. Por lo tanto, los homicidios del Destripador habían sido organizados como parte de una conspiración para callar cualquier escándalo potencial, mediante el asesinato de todo aquel que sabía del acontecimiento. En la serie de televisión original, la historia es presentada a través de la percepción de Gorman, pero no de los detectives Barlow y Watt. Cautivado por la historia, el periodista Stephen Knight decidió llevar más allá la investigación, y finalmente la publicó en su obra Jack the Ripper: The Final Solution, en 1976.

## Contenido

### La historia de Gorman

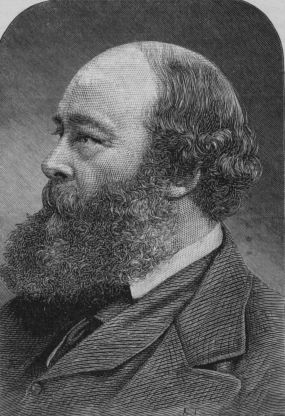
Lord Salisbury era el primer ministro británico durante la época de los asesinatos.

El libro comienza con la explicación de Knight de cómo conoció a Joseph Gorman y continúa con el relato de su historia, la cual «no se presentó en un orden claro, preciso y cronológico, por lo que tuve que sacar deducciones de una discusión confusa y a veces vaga». Gorman decía que la madre de Alberto Víctor, la princesa Alejandra, le presentó a Walter Sickert a su hijo con la esperanza de que le enseñara sobre arte. Aseguraba que el príncipe conoció a una de las modelos del pintor, Annie Elizabeth Crook, una modesta empleada católica, en el estudio del número 15 de Cleveland Street. Ambos tuvieron un romance y finalmente se casaron en una ceremonia secreta, donde fueron testigos Sickert y la amiga de Annie, Mary Jane Kelly. Afirmaba igualmente que tuvieron una hija, Alice Margaret Crook, la cual nació el 18 de abril de 1885, y que Alberto Víctor las acomodó a ambas en un apartamento en Cleveland Street. En abril de 1888, la reina Victoria y el primer ministro británico Lord Salisbury habrían descubierto el secreto. Gorman acusó a Salisbury de ordenar una incursión al apartamento, porque tuvo miedo que al hacerse del conocimiento público la posibilidad de un potencial heredero católico al trono, se produjera una revolución. Dijo que Alberto quedó bajo la custodia de su familia, mientras que Annie fue puesta en custodia de Sir William Gull, que la certificó como loca, por lo que pasaría los próximos treinta años entrando y saliendo de diferentes instituciones mentales, hasta su muerte en 1920.
Mientras tanto, Kelly cuidó de la pequeña Alice durante y después de la incursión. Gorman afirmaba que al principio Kelly ocultó a la niña con gusto, pero después, junto con sus amigas Mary Ann Nichols, Annie Chapman y Elizabeth Stride, decidió chantajear al gobierno. Gorman inculpó a Salisbury de conspirar con sus colegas de la francmasonería, que incluía oficiales con altos cargos en la Policía Metropolitana de Londres, para detener el escándalo, organizando los asesinatos de las mujeres. Decía que Salisbury asignó la tarea a Gull, quien atrajo a las cuatro mujeres individualmente a un carruaje, donde las asesinó con la ayuda del cochero John Netley y Sir Robert Anderson, ayudante del Comisionado de Scotland Yard. Sostenía que la quinta víctima, Catherine Eddowes, fue asesinada por accidente en un caso de identidad equivocada, porque usaba el alias de Mary Ann Kelly y fue confundida con Mary Jane Kelly. Al mismo tiempo, sugirió que Netley trató de matar a la pequeña Alice en dos ocasiones diferentes, pero después del segundo intento infructuoso, varios testigos lo persiguieron, por lo que este se lanzó al río Támesis, donde se ahogó. Gorman completó la historia diciendo que Alice vivió bien hasta la vejez y más tarde se convirtió en la amante de Walter Sickert, y que Alice y Sickert eran sus verdaderos padres.

### La investigación de Knight
Knight explica que al principio no creyó la sensacional historia de Gorman, la cual parecía «una completa tontería, si acaso entretenida, pero sin sentido», pero estaba tan cautivado por el tema, que tuvo que realizar una investigación más profunda. En la descripción del progreso de su investigación, Knight revela una serie de coincidencias: tanto la madre de Alberto Víctor, como Alice Crook, eran sordas; también casualmente la madre del príncipe y Walter Sickert eran daneses; Sickert estaba obsesionado con el Destripador; los asesinatos terminaron con la muerte de Mary Kelly; existía un creciente sentimiento republicano al momento de los asesinatos, así como prejuicios anticatólicos; una mujer llamada «Elizabeth Cook», quien Knight afirma podría ser Annie Elizabeth Crook pero mal escrito, vivió realmente en el número 6 de Cleveland Street; Annie Crook fue internada en una institución; los rumores de la época relacionan al príncipe Alberto Víctor con un escándalo en Cleveland Street; Gull era aficionado a las uvas y una de las víctimas podría haber estado comiendo algunas al momento de su muerte; y Gull se ajusta a la descripción de un médico sin nombre, acusado por el clarividente Robert James Lees, quien afirmó haber identificado al Destripador mediante el uso de poderes psíquicos.
Como las coincidencias circunstanciales aumentaban, Knight se convenció finalmente de que la historia de Gorman era verdadera. La carencia de pruebas tangibles, aseguraba, se debía a un encubrimiento por parte del gobierno y a un error deliberado en la dirección de las investigaciones policíacas. Para sostener la teoría de una conspiración masónica, subrayó supuestas semejanzas entre los homicidios de Jack el Destripador y presuntos asesinatos masónicos rituales, y acusó a Sir Charles Warren, Comisionado de Policía, de destruir las pruebas para proteger a sus camaradas de la francmasonería. Además, enfatizó que Stowell, quien al parecer fue la primera persona en sugerir la participación de Alberto Víctor y Gull en los asesinatos, era francmasón.

## Recepción crítica

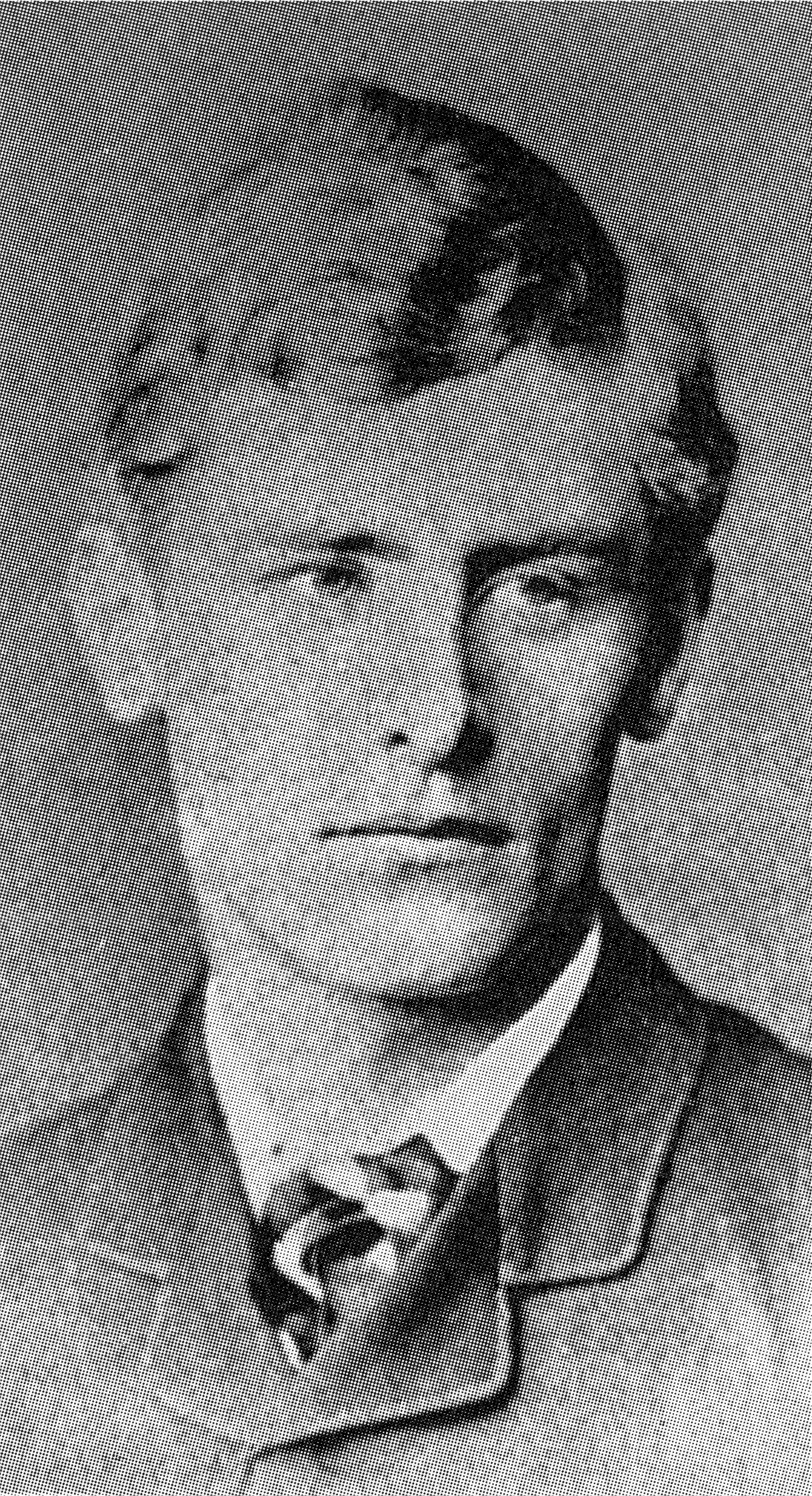
Walter R. Sickert en 1884.

En el momento de su primera publicación, los críticos recibieron el libro con escepticismo no disimulado y sátira, pero opinaron que Knight presentó su inverosímil caso de forma ingeniosa. Quentin Bell escribió en The Times Literary Supplement: «[El libro] comienza de manera osada y limpia al presentar la mayor parte del caso del autor y admite de inmediato que "todo suena terriblemente improbable". Y así es». A su vez, Medical History indicó: «A pesar del ingenio del autor, el caso no hace un análisis cuidadoso y crítico, y no es "más final" que muchos de sus precursores». Desde entonces, eruditos de múltiples disciplinas han rechazado la historia de Gorman como una fantasía ridícula, destacando en el proceso muchos hechos que contradicen la versión de los acontecimientos presentada por Knight.
Annie Crook fue una persona real y en verdad tenía una hija llamada Alice, nacida el 18 de abril de 1885 en St. Marylebone Workhouse. Joseph Gorman efectivamente era hijo de Alice, sin embargo, no hay ninguna prueba que corrobore la afirmación de que el padre de Gorman fue Walter Sickert. Joseph fue uno de los cinco hijos del matrimonio de Alice Margaret Crook y William Gorman. Además, según Trevor Marriott, un experto en el caso de Jack el Destripador, Alice debió haber sido concebida entre el 18 de julio y el 11 de agosto de 1884. Alberto Víctor estuvo en Heidelberg de junio a agosto de 1884, de ahí que no estuviese en Londres en el momento de la concepción de Alice y por tanto no podía haber sido su padre. El nombre del padre de Alice fue dejado en blanco en su certificado de nacimiento, pero en la edad adulta Alice declaró que su padre era Wiliam Crook. Este era también el nombre de su abuelo. El experto en Jack el Destripador, Don Rumbelow, ha sugerido que el nombre del padre de Alice fue omitido de su partida de nacimiento porque era ilegítima o simplemente para ocultar una relación incestuosa entre su madre, Annie, y el abuelo William. Por otra parte, no hay registro de ningún matrimonio entre Alberto Víctor y Annie Crook; pero incluso si la boda hubiera ocurrido, habría sido inválida conforme al derecho británico, debido a que la Ley de Matrimonios Reales de 1772 anula cualquier matrimonio contraído por un miembro de la familia real sin el consentimiento del soberano. Cualquier hijo de un matrimonio inválido es considerado ilegítimo y excluido de la línea de sucesión. Gorman decía que su abuela era católica, aunque los registros demuestran que esto era falso. Si hubiera sido así y se hubiera casado con Alberto Víctor, él y sus hijos serían excluidos de heredar el trono conforme a la Ley de Establecimiento de 1701, que excluye a los católicos de la línea de sucesión.
Aparte de los anteriores, había todavía más problemas con la versión de Gorman de los acontecimientos. Por ejemplo, el apartamento de Annie y Alice en el número 6 de Cleveland Street no fue invadido en abril de 1888, pues para entonces, los números 4-14 de esa calle habían sido demolidos y la casa en la cual habían vivido ya no existía. No fueron apoyadas por un protector rico, como Alberto Víctor, ya que fueron pobres y de vez en cuando vivieron en workhouses. Annie no fue recluida en un sanatorio por locura, sino debido a una epilepsia recurrente. No se sabe que las víctimas del Destripador se conocieran entre sí, o en su caso tuvieran conexión con Annie Crook, quien vivía del otro lado de Londres. Incluso si hubieran conocido a Annie o su hija, es improbable que su cuento de ilegitimidad real fuera creído; así, cualquier tentativa por revelar el supuesto escándalo simplemente habría sido desestimada. Gull se retiró de la práctica médica en 1887, después de sufrir un derrame cerebral que lo dejó temporalmente con una parálisis parcial e incapaz de hablar. Posteriormente se recuperó, pero sufrió algunos ataques subsecuentes antes de su muerte en 1890. Además, Lord Salisbury no era francmasón. No hay ninguna prueba documental que vincule a Netley con los otros sospechosos, aparte de que tampoco se ahogó en el Támesis, en realidad murió en 1903, después de caer bajo las ruedas de su propio vehículo. Las pruebas forenses indican que los cuerpos de las víctimas no fueron desplazados, por lo tanto no fueron diseccionados en un carruaje y luego llevados al lugar donde fueron descubiertos. Algunas de las calles donde fueron encontradas las víctimas eran demasiado estrechas para un carruaje. Sickert no tenía un estudio en Cleveland Street, y no existe ninguna prueba de que conociera a la princesa de Gales. Anderson estaba en Suiza en el momento del doble asesinato, así que no pudo ser uno de sus autores.
Knight percibió que había problemas con las aseveraciones de Gorman, pero «las malinterpretó o deliberadamente las ignoró», según Whiteway. Admitió que partes de la historia estaban equivocadas, pero afirmó que tales errores eran «el apoyo más fuerte del hecho de que decía la verdad». La comprensión de que la ausencia de Anderson en Inglaterra y su presencia en Suiza significaba que no podía haber sido cómplice, lo llevó a considerar a Walter Sickert el sospechoso más probable y a sugerir que era «el tercer hombre» que participó en los crímenes. Esta no era la primera acusación contra Sickert; antes había sido mencionado como sospechoso potencial en el libro de 1959 de Donald McCormick, The Identity of Jack the Ripper. Sin embargo, Sickert estaba en Francia con su madre y hermano a finales del verano de 1888 y es improbable que hubiera estado en Londres en el momento de al menos cuatro de los asesinatos. Después de que Knight implicase a Sickert, Joseph Gorman retiró su testimonio y admitió en una entrevista para el periódico The Sunday Times que «había sido un engaño [...] una enorme mentira».
El amigo de Knight y aficionado al Destripador, Colin Wilson, pensaba que la historia era «una tontería obvia», pero poco después de la trágica y temprana muerte del escritor causada por un tumor cerebral, escribió en su defensa: «él escribió el libro con algo de escepticismo, luego se encontró cautivo en un éxito que le impidió retractarse o rechazarlo con cautela».

## Influencia
A pesar de sus muchas inconsistencias, la teoría conspirativa de Knight y Gorman ha capturado la imaginación de otros autores que han hecho posteriores modificaciones a la historia. Por ejemplo, Melvyn Fairclough en The Ripper and the Royals (Londres: Duckworth, 1991) afirmó que Lord Randolph Churchill fue el «tercer hombre», aunque más tarde repudió su propio libro y dijo a los reporteros que «ya no creía más en esa teoría». Andy Parlour, Sue Parlour y Kevin O'Donnell, autores del libro The Jack the Ripper Whitechapel Murders (St Osyth, Essex:Ten Bells Publishing, 1997), suponían que Mary Jane Kelly estaba embarazada del hijo de Alberto Víctor, en lugar de Annie Crook. Estos y otros libros promueven que Sickert pudo ser desde un cómplice hasta el mismo Jack el Destripador; entre ellos se encuentran Sickert and the Ripper Crimes (Oxford: Mandrake, 1990) de Jean Overton-Fuller y Portrait of a Killer de Patricia Cornwell (2002), que son comercializados como libros basados en hechos reales, pero son desestimados casi mundialmente como fantasías derivadas del dañado análisis inicial de Knight.
Doug Lucie llevó a la ficción la teoría conspirativa perfilada en Jack the Ripper: The Final Solution, en la obra teatral Force and Hypocrisy. Además, cuatro películas han usado elementos de esta teoría: Murder by Decree, Jack the Ripper, The Ripper y From Hell de los hermanos Hughes, que está basada en una novela gráfica del mismo nombre del escritor Alan Moore y el ilustrador Eddie Campbell.
Destaca asimismo la presencia de las teorías de Knight en el libro final de la serie Riverworld de Philip José Farmer, llamado Gods of Riverworld, y entre las novelas que utilizan el libro como base se incluyen Death at Whitechapel (Nueva York: Berkley Publishing Group, 2000) de Robin Paige y The Whitechapel Conspiracy (Londres: Headline, 2001) de Anne Perry.